# Красная круча
Красная круча — обрыв из красной глины с характерными формами на берегу Черновского водохранилища в 5,6 км к северу от села Димитровского. Памятник природы. Высота обрыва достигает 15—18 метров.
Обрыв сложен красными и коричневыми песчаниками, песками и глиной с прослоями гальки уральских пород. В верхах обрыва встречается известковая глина почти белого цвета. Породы имеют речное происхождение и относятся к кзылсайской свите блюментальской серии нижнего триаса. В отложениях найдены кости триасовых тетрапод. Под воздействием воды и ветра породы берега разрушаются и образуют причудливые формы — башни, вертикальные столбы и арки, — останцы выветривания и волноприбойные ниши.
Место посещают туристы, которые фотографируются среди углублений Красной кручи.